# 화원면
화원면(花源面)은 대한민국 전라남도 해남군의 면이다.

## 행정 구역
- 청용리
- 금평리
- 신덕리
- 영호리
- 마산리
- 성산리
- 구림리
- 월호리
- 매월리
- 후산리
- 인지리
- 주광리 : 오시아노관광단지 조성으로 주민이 없고 청용리 신주광으로 주민이 이주함
  - 치하리 : 등기상 존재하는 리로 조례상으로는 주광리에 포함된다.
- 화봉리
- 산호리
- 장춘리

## 교육
- 화원초등학교 (청용리)
  - 화봉분교 (폐교) - 화원면 화봉길 144 (화봉리)
  - 화원북분교 (폐교) - 화원면 조선소길 836 (매월리)
- 화원중학교 (신덕리)